# Płyta Explorer

Płyta Juan de Fuca zaznaczona na niebiesko

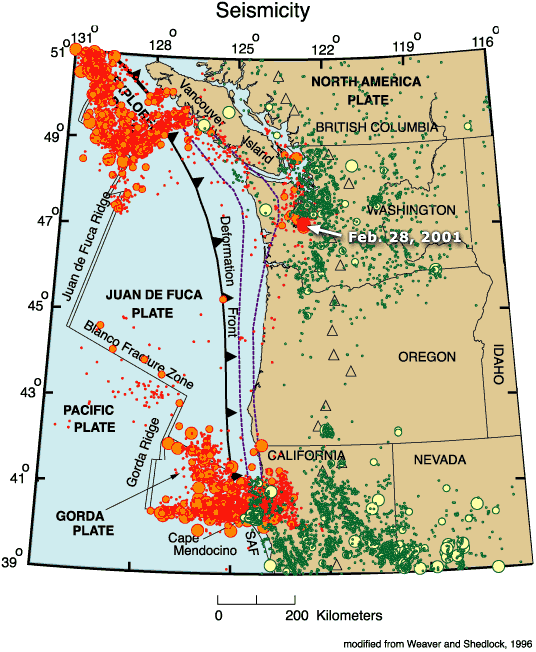
Płyta Explorer na północ od płyty Juan de Fuca

Płyta Explorer (ang. Explorer Plate) − mała płyta tektoniczna, położona między płytą północnoamerykańską na wschodzie, a płytą pacyficzną na zachodzie i płytą Juan de Fuca na południu. Od płyty pacyficznej oddziela ją Grzbiet Explorer.
Przez wielu autorów uważana za część płyty Juan de Fuca.